# Onychogomphus kitchingmani
Onychogomphus kitchingmani är en trollsländeart som beskrevs av Elliot C.G. Pinhey 1961. Onychogomphus kitchingmani ingår i släktet Onychogomphus och familjen flodtrollsländor. IUCN kategoriserar arten globalt som otillräckligt studerad. Inga underarter finns listade i Catalogue of Life.